# ロイ・ブキャナン
ロイ・ブキャナン（Roy Buchanan、1939年9月23日 - 1988年8月14日）は、アメリカ合衆国のギタリスト、ブルースミュージシャン。
テレキャスターサウンドのパイオニアである。ブキャナンは他のアーティストのサイドマンとして活動すると共に、ソロアーティストとしても活動し、その経歴の初期においては2枚のゴールドアルバムを獲得している。また、後期にはアルバムをビルボードにチャートインさせている。スターダムにのし上がることは無かったが、現在でも非常に影響力を持ったギタリストとして見なされている。『ギター・プレイヤー』誌は彼を「50 Greatest Tones of all Time」の一人に選出している。彼はPBSの音楽番組「Austin City Limits」のシーズン2に1977年に出演している。

## 初期の経歴
ブキャナンはアーカンソー州オザークで生まれ，ベーカーズフィールド近くのカリフォルニア州ピクスリーで育った。父はアーカンソーでは小作人、カリフォルニアでは農場労働者として生計を立てていた。ブキャナンは『ギター・プレイヤー』誌のインタビューにて、父がペンテコステ派の説教師でもあったと述べているが、ブキャナンの兄はこれに異を唱えている。ブキャナンが最初に出会った音楽は、家族と共に参加した、様々な民族が入り混じった伝道集会にて演奏されていたゴスペルであった。その後ラジオでリズム・アンド・ブルースに出会い興味を持ったブキャナンは、7歳の時にスティール・ギターを始め、13歳でフェンダー・テレキャスターを手にした。ブキャナンは15歳でロサンゼルスに移り、ジョニー・オーティスのR&Bバンドの一員としてプロとしての活動を始めた。
ブキャナンは、1958年にチェス・レコードからリリースされたデイル・ホーキンスの"My Babe"でギターを担当しデビューを果たした。その2年後には、デイル・ホーキンスの元を離れトロントに移り、いとこのロニー・ホーキンスのバンドに加わった。ブキャナンはホーキンスのシングル"Who Do You Love?"でベースを担当したほか、バンドのギタリストであったRobbie Robertsonに影響を与えた。程なくしてブキャナンはアメリカに戻ったが、ホーキンスのグループはその後ルーツ・ロックのグループザ・バンドとして名声を博した。
1960年代初めには、様々なロックバンドにサイドマンとして加わり、フレディ・キャノンやメルレ・キルゴーレ、ボビー・グレッグなどとレコーディングを行った。1960年代終わりには，家族を養うため，音楽業界を離れ商業を学んだほか，美容師の見習いとなった。一方で、1970年代初期にはワシントンD.C.やメリーランド，バージニア近郊で人気のあったダニー・デンバーのバンドと共に活動しており，またソロとしてもワシントンD.C.近郊で評判を集めていた。

## レコーディング
1961年に豊かなギターサウンドを収めたシングルMule Train Stompをスワン・レコードからリリースした。1962年にはドラマーのボビー・グレッグとレコーディングを行い、そこで初めて自身の代名詞であるピッキング・ハーモニクス奏法を披露した。ブリティッシュ・インヴェイジョンの流れに乗るべく、The British Walkersとも共に活動した。1960年代半ばにはワシントンD.C.エリアへと拠点を移し、ダニー・デンバーのバンドと長年に渡って活動し，DC近郊で最高のギタリストの一人として名を馳せた。ジミ・ヘンドリックスでさえも、ブキャナンの奏法をそのまま真似することはなかった。
1968年にワシントンD.C.でのザ・ジミ・ヘンドリックス・エクスペリエンスの公演を訪れた際、指とテレキャスターで苦労して鳴らし、自身の代名詞となっていたいわゆるワウサウンドを、ヘンドリックスがペダルを用いて出しているのを目の当たりにし衝撃を受けた。これをきっかけに、自身の典型的なアメリカンスタイルのギター奏法に改めて集中することとなった。
ブキャナンにエクスペリエンスの公演チケットを渡した写真家のジョン・ゴセージは、ブキャナンがヘンドリックスの1967年のデビュー盤『アー・ユー・エクスペリエンスト?』にとても感銘を受けていたため、チケットを渡すことにしたという。ゴセージはステージ裏へ行き、ヘンドリックスに公演後にThe Silver Doller Clubでブキャナンに会ってみるよう勧めたが、ヘンドリックスは結局姿を見せなかった。ブキャナンは、その夜にもヘンドリックスの曲を数曲演奏するなど、ヘンドリックスのことを評価していたという。後にヘンドリックスが作曲した「If 6 Was 9」や、ヒット曲である「ヘイ・ジョー」のカバーをレコーディングしている。
1971年にPBSの1時間ドキュメンタリーIntroducing Roy Buchanan（The Best Unknown Guitarist in the Worldと誤用されることもある）が放送されたことで、その名が全米に知れ渡ることとなった。その結果、ポリドール・レコードとの契約を手にし、ジョン・レノンやマール・ハガードから賞賛を受けた。さらに、ローリング・ストーンズからは加入の誘いを受けたがこれを断り、「ストーンズを転ばせた（断った）男」としても知られるようになった。1977年にはPBSの音楽番組Austin City Limitsのシーズン2に出演した。
5枚のアルバムをポリドールで収録し、そのうちSecond Albumはゴールドディスクを獲得した。その後アトランティック・レコードからは3枚のアルバムをリリースし、1977年のLoading Zoneで再びゴールドディスクを得ている。ブキャナンは1981年のの録音を最後に、自身の音楽を自分のやり方で録音できない限り、スタジオには二度と入らないと宣言した。その4年後、アリゲーター・レコードの下、1985年にWhen a Guitar Plays the Bluesをリリースした。これは彼にとって、初めて完全に自由にスタジオ収録を行えた機会であった。1986年秋に発売されたアリゲーター・レコードでの2枚目Dancing on the Edgeでは、内3曲でデルバート・マクリントンがボーカルを担当している。1987年にリリースされた12枚目のアルバムHot Wiresがキャリア最後のアルバムとなった。

## 使用機材
- フェンダー・テレキャスター　1953年製のバタースコッチ・ブロンド　愛称：ナンシー　トレードマークの傷だらけなギター。ブリッジプレート周囲には、酔った時思い付きでストリングベンダーを付けようと加工した時の傷が残る。
- フリッツ・ブラザース製・ブルースマスター　自身のシグネチャーモデル。
- ギブソン・レスポール

## 死
彼の代理人やその他によると、家庭のいざこざが原因で公共の場で酩酊したことで逮捕された。1988年8月14日、拘留されていたバージニア州フェアファックス郡の刑務所の房内で自らのシャツで首を吊って死亡している姿が発見された。近くの房に収容されていたジェリー・ヘントマンによると、朝早くに副保安官が房のドアを開け、首の周りにシャツを引っかけたブキャナンを発見したという。最後となったライヴは、1988年8月7日のコネチカット州ギルフォードのギルフォード・フェアグラウンドでのステージであった。死因は自殺として公式に記録された。遺体の発見については友人と家族によって議論があった。友人の一人、マーク・フィッシャーは、ロイの遺体は頭にあざがあった伝えている。
「ブキャナンは自殺したのではなく、逮捕後にリンチされて殺されたのではないか」という説も存在する。
死後もコンピレーションやその他のアルバムが引き続いてリリースされている。その中には2004年の、ポリドールのために録音しリリースされていなかったファーストアルバム「The Prophet」も含まれる。

## ディスコグラフィ

### スタジオアルバム
- Buch and the Snakestretchers, 1971, BIOYA (homemade and self-produced)
- Roy Buchanan, 1972, Polydor
- Second Album, 1973, Polydor
- That's What I Am Here For, 1974, Polydor
- Rescue Me, 1974, Polydor
- In the Beginning (UK title: Rescue Me), 1974, Polydor
- A Street Called Straight, 1976, Atlantic
- Loading Zone, 1977, Atlantic
- You're Not Alone, 1978, Atlantic
- My Babe, 1981, AJK
- When a Guitar Plays the Blues, 1985, Alligator
- Dancing on the Edge, 1986, Alligator
- Hot Wires, 1987, Alligator

### ライヴアルバム
- Live Stock, 1975, Polydor
- Live in Japan - 1977, 1978, Polydor MPF 1105
- Live - Charly Blues Legend vol. 9 85-87, 1987, Charly Schallplatten GMBH, CBL 758* (Bootleg)

### コンピレーションおよび死後の作品
- The Best of Roy Buchanan, 1982, Polydor
- Early Years, 1989, Krazy Kat
- Live in U.S.A. & Holland 77-85, 1991, Silver Shadow CD 9104
- Sweet Dreams: The Anthology, 1992, Polydor
- Guitar on Fire: The Atlantic Sessions, 1993, Rhino
- Malaguena, 1997, Annecillo
- Charly Blues Masterworks: Roy Buchanan Live, 1999, RedX entertainment
- The world's greatest unknown guitarist, 2000, Blues Factory
- Deluxe Edition: Roy Buchanan, 2001, Alligator[9]
- 20th Century Masters: The Millennium Collection: Best Of Roy Buchanan, 2002, Polydor
- American Axe: Live In 1974, 2003, Powerhouse Records
- The Prophet - The Unreleased First Polydor Album, 2004, Hip-O Select/Polydor
- Live, 2006, Charly Records
- The Definitive Collection, 2006, Polydor
- Rhino Hi-Five: Roy Buchanan, 2007, Rhino Atlantic
- Live: Amazing Grace, (rec. 1974–83)  2009, Powerhouse
- Live At Rockpalast, (rec. 1985) 2011, MIG Music
- Live from Austin, TX, (rec. 1976) 2012, New West
- Shredding the Blues: Live at My Father's Place, (rec. 1978 & 1984) 2014, Rockbeat
- After Hours: The Early Years, 1957–1962 Recordings, 2016, Soul Jam
- Telemaster: Live in '75, 2017, Powerhouse
- Live at Town Hall 1974, 2018, Real Gone Music

## 参照
1. 1 2  Blackett, Matt (October 2004). “The 50 Greatest Tones of All Time”. Guitar Player 38 (10):  44-66.
2. 1 2 3  “Roy Buchanan, 48, a Guitarist”. New York Times. (1988年8月17日) 2009年4月30日閲覧。
3. 1 2  Harrington, Richard (1988年8月21日). “Roy Buchanan, A Study in Blues; The Gifted Guitarist & His Road Less Traveled”. The Washington Post 2009年4月30日閲覧。
4. 1 2 3 4  Carson, Phil (2001). Roy Buchanan: American Axe. San Francisco: Backbeat Books. ISBN 0-87930-639-4
5. 1 2  Cauffiel, Lowell (1993年7月). “A Long-Lost Lesson: Roy Buchanan”. Guitar Player:  pp. 46-54 {{cite news}}: |access-date=を指定する場合、|url=も指定してください。 (説明)⚠
6. ↑  Robertson, Robbie (2016): Testimony, p. 100
7. 1 2 3 4  Carson, Phil (1999年8月). “The Life and Times of Roy Buchanan”.   Sweet Dreams of Roy Buchanan. 2013年11月12日時点のオリジナルよりアーカイブ。2009年1月6日閲覧。
8. ↑  Rockwell, John (1973年4月15日). “Buchanan? Crazy”. New York Times 2009年4月30日閲覧。
9. 1 2 3 4  Levy, Adam (2001年5月). “Rev. of Roy Buchanan, Deluxe Edition/Johnny Winter, Deluxe Edition”. Guitar Player:  pp. 135-36 {{cite news}}: |access-date=を指定する場合、|url=も指定してください。 (説明)⚠
10. ↑  “Roy Buchanan, 48; guitarist set new musical standards”. Chicago Sun-Times. (1988年8月16日) 2009年4月30日閲覧。
11. 1 2  Davis, Patricia; Sandra Evans (1988年8月17日). “Roy Buchanan, Guitarist, Found Hanged in Va. Jail; Artist Faced Alcohol Charge”. The Washington Post:  p. B3 {{cite news}}: |access-date=を指定する場合、|url=も指定してください。 (説明)⚠
12. ↑  Joyce, Mike (1987年12月16日). “Alligator's Cutting Edge; Delivering the Blues, From Buchanan to Chicago”. The Washington Post 2009年4月30日閲覧。